# Cloud9
Cloud9 Esports, Inc., meglio conosciuta come Cloud9 (C9), è un'azienda statunitense di eSports, particolarmente conosciuta per la loro squadra di League of Legends.

## Storia
L'azienda fu fondata a maggio 2013 da Jack e Paul Etienne come una squadra di League of Legends e venne successivamente incorporata dall'attuale azienda il 6 settembre 2016.
Attualmente, Cloud9 gestisce molteplici divisioni per i seguenti eSports: Apex Legends, Halo, Fortnite, Overwatch, League of Legends, Tom Clancy's Rainbow Six: Siege, Hearthstone, Teamfight Tactics, Super Smash Bros. Melee, Valorant, e World of Warcraft. Cloud9 ha sciolto le proprie squadre di Rocket League nel 2020 e di Counter-Strike: Global Offensive nel 2021, salvo poi ritornare su quest'ultimo con l'acquisizione del roster dei Gambit nel 2022.

## Divisioni

### League of Legends

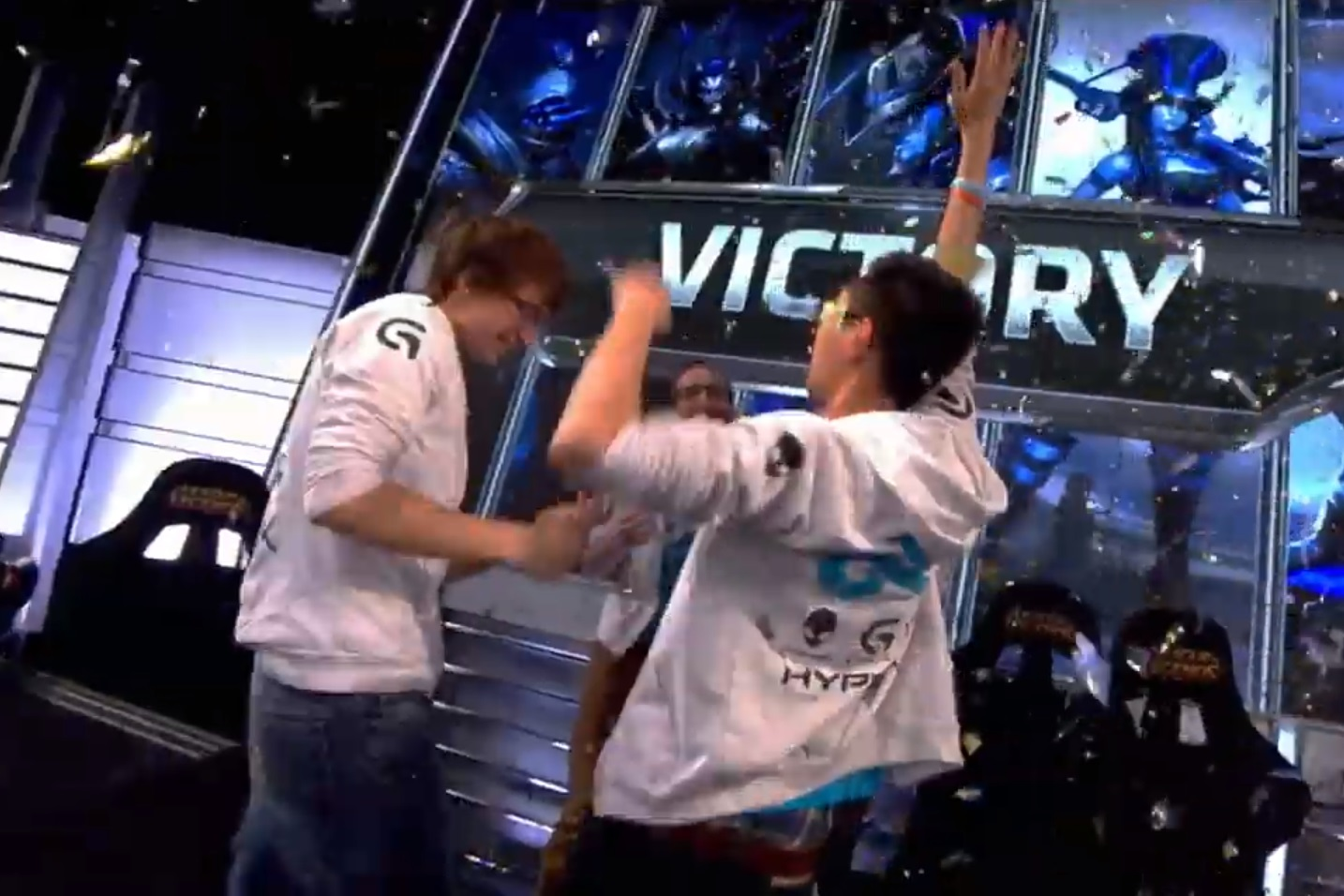
Cloud9 vince lo Spring Split della LCS 2014.

Durante lo Spring Split 2020 della LCS, Cloud9 ha avuto una delle migliori prestazioni nella storia del campionato perdendo solamente una partita contro i TSM. Battendo i FlyQuest 3-0, la squadra si assicura il primo titolo dallo Spring Split 2014. Nonostante il Summer Split iniziò con una serie di nove vittorie consecutive, Cloud9 subì la prima sconfitta dello split contro i 100 Thieves. Durante i playoffs della stagione la squadra perse contro i TSM, non qualificandosi al Campionato mondiale di League of Legends per la prima volta nella sua storia.
Alla fine della stagione, Cloud9 si separò da Bok "Reapered" Han-Gyu, l'allenatore della squadra sin dal 2016. Il capo della squadra accademica, Kim "Reignover" Yeu-jin, fu promosso alla squadra principale come sostituto.
| Giocatori     | Giocatori  | Giocatori          | Giocatori  | Giocatori        |
| Nazionalità   | Pseudonimo | Nome               | Ruolo      | Data d'Entrata   |
| ------------- | ---------- | ------------------ | ---------- | ---------------- |
| Australia     | Fudge      | Ibrahim Allami     | Superiore  | 30 ottobre 2020  |
| Stati Uniti   | Blaber     | Robert Huang       | Giungla    | 29 novembre 2019 |
| Croazia       | Perkz      | Luka Perković      | Centrale   | 20 novembre 2020 |
| Danimarca     | Zven       | Jesper Svenningsen | Inferiore  | 19 novembre 2019 |
| Canada        | Vulcan     | Philippe Laflamme  | Supporto   | 19 novembre 2019 |
| Corea del Sud | Reignover  | Kim Yeu-jin        | Allenatore | 13 maggio 2019   |

## Ex Divisioni

### Rocket League

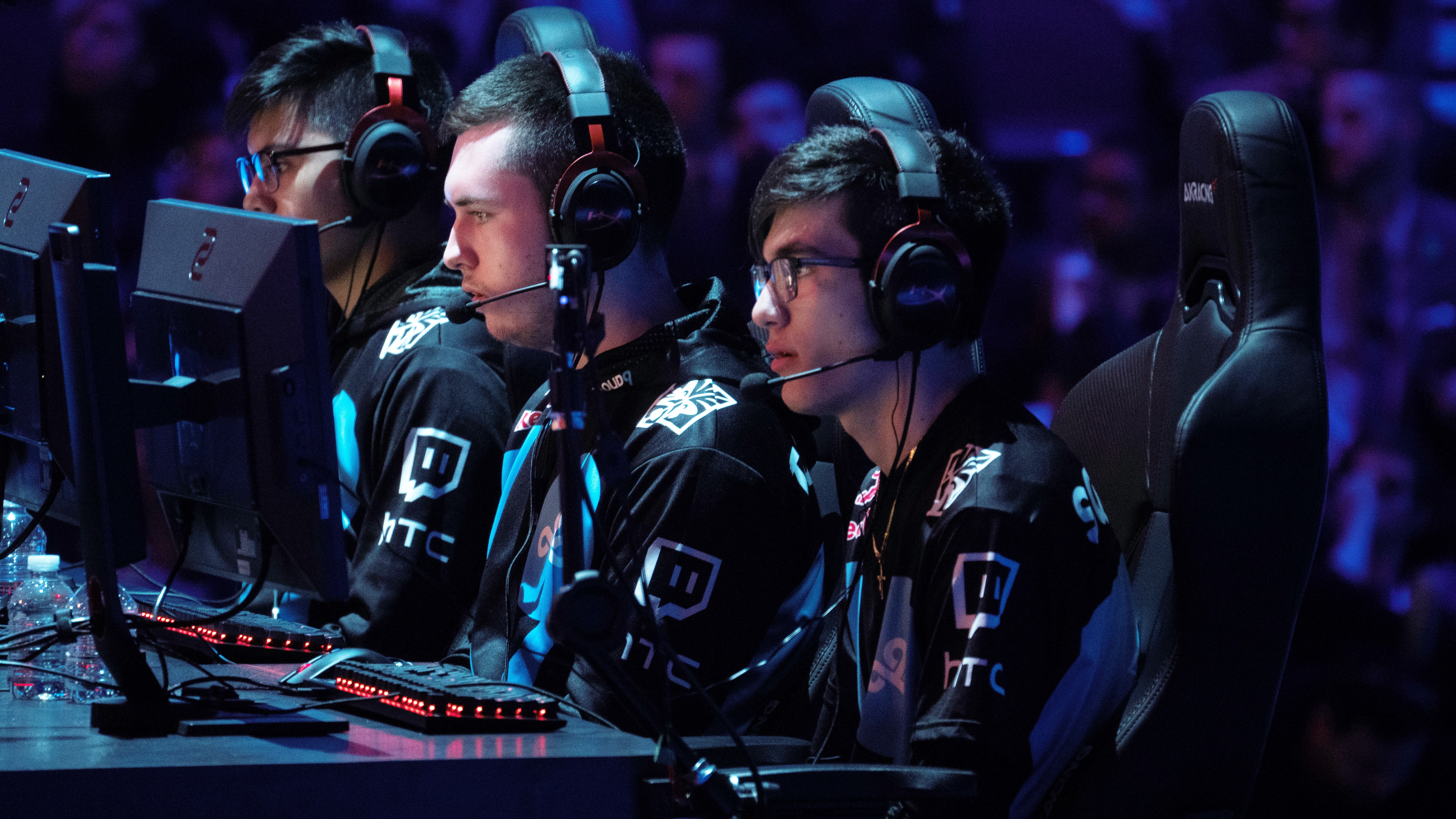
SquishyMuffinz, Gimmick, e Torment durante la loro partita contro i Dignitas per vincere la sesta stagione di RLCS.

Cloud9 creò la propria divisione di Rocket League nel 2017 con l'acquisizione dei The Muffin Men, la squadra vincitrice del campionato di DreamHack Atlanta. Con una rosa composta dai giocatori Kyle "Torment" Storer, Mariano "SquishyMuffinz" Arruda e Jesus "Gimmick" Parra, la squadra iniziò a giocare durante la quarta stagione della Rocket League Championship Series (RCLS). Dopo aver vinto i playoffs del Nord America, la squadra si qualificò per partecipare al torneo Mondiale di Rocket League, la RLCS World Championship. La squadra venne eliminata dal mondiale dalla squadra scozzese Method durante le finali della losers bracket. Successivamente, Cloud9 si qualificò per partecipare alla quinta stagione del torneo mondiale di RLCS ma venne eliminata dagli eventuali campioni mondiali del Team Dignitas.
Cloud9 si qualificò nuovamente per il torneo mondiale di RLCS durante la sesta stagione e, dopo aver perso contro la squadra We Dem Girlz, vinse cinque partite consecutivamente nella losers bracket del torneo per poi partecipare alle finali contro i Team Dignitas. Cloud9 vinse la serie 4-1, diventando così la prima squadra nord americana a vincere i Mondiali di Rocket League dalla prima stagione di RLCS.
La squadra venne successivamente sconfitta durante la semifinale del settimo campionato mondiale RLCS. A seguito della sconfitta, Cloud9 ingaggiò Jayson "Fireburner" Nunez, ex giocatore di Rocket League per NRG Esports, come allenatore della squadra per l'ottava stagione del campionato. Nelle successive due stagioni la squadra non mostrò buone prestazioni, rischiando di essere relegata alla Rocket League Rival Series (RLRS). Il 10 Giugno 2020, Cloud9 annuncia lo scioglimento della propria divisione di Rocket League.